# Berberis bykoviana
Berberis bykoviana là một loài thực vật có hoa trong họ Hoàng mộc. Loài này được Pavlov mô tả khoa học đầu tiên năm 1951.